# Tinnakorn Asurin
Tinnakorn Asurin (thailändisch ทินกร อสุรินทร์, * 19. Februar 1990 in Chanthaburi) ist ein thailändischer Fußballspieler.

## Karriere
Tinnakorn Asurin erlernte das Fußballspielen in der Jugendmannschaft von TA Benjamarachutit. Seinen ersten Vertrag unterschrieb er 2009 beim Zweitligisten Chanthaburi FC. In Chanthaburi spielte er drei Jahre und stand 44 Mal auf dem Spielfeld. 2012 wechselte er zum Drittligisten Trat FC. 2012 belegte der Club den dritten Tabellenplatz und stieg somit in die zweite Liga, der Thai Premier League Division 1, auf. Nach 112 Spielen wechselte er 2015 zum Erstligisten Saraburi FC. Nach nur einer Saison unterschrieb er 2016 bei Suphanburi FC einen neuen Vertrag. Für den Verein aus Suphanburi absolvierte er 95 Erstligaspiele. Ende Dezember 2020 wechselte er zum Ligakonkurrenten Buriram United nach Buriram. Am Ende der Saison feierte er mit Buriram die Vizemeisterschaft. Zur Rückrunde 2021/22 wechselte er auf Leihbasis zum Ligakonkurrenten Khon Kaen United FC. Nach einer guten Saisonleistung wurde sein Leihvertrag im Juni 2022 um ein Jahr verlängert. Nach insgesamt 30 Ligaspielen kehrte er im Sommer 2023 zu Buriram United zurück. Im Juni 2023 wurde er von Khon Kaen fest unter Vertrag genommen. Am Ende der Saison 2024/25 wurde er mit Khon Kaen Tabellenletzter und musste somit in die zweite Liga absteigen.

## Erfolge
Buriram United
- Thailändischer Vizemeister: 2020/21